# Federazione pallavolistica di Samoa
La Federazione samoana di pallavolo (eng. Volleyball Samoa Federation, VSF) è un'organizzazione fondata per governare la pratica della pallavolo a Samoa.
Organizza il campionato maschile e femminile, e pone sotto la propria egida la nazionale maschile e femminile.
Ha aderito alla FIVB nel 1984.